# 12. (slavonska) divizija (NOVJ)
12. (slavonska) divizija je bila partizanska divizija, ki je delovala v sklopu NOV in POJ v Jugoslaviji med drugo svetovno vojno.
Ustanovljena je bila 30. decembra 1942.

## Zgodovina
Divizija je bila ustanovljena 30. decembra 1942 kot 4. divizija NOV Hrvaške. Ob ustanovitvi je divizija imela tri brigade in 2.639 borcev.

## Poveljstvo
Poveljniki
- Petar Drapšin[1]

Politični komisarji
- Jefto Šašić[1]

## Sestava
December 1942
- 12. slavonska brigada
- 17. slavonska brigada
- 16. mladinska brigada »Joža Vlahović«